# Wolfersdorf, Freising
Wolfersdorf là một đô thị thuộc huyện Freising trong bang Bayern nước Đức. Đô thị Wolfersdorf, Freising có diện tích 26,01 km², dân số thời điểm 31 tháng 12 năm 2006 là 2335 người.